# Shevchenko (cràter)
Shevchenko és un cràter d'impacte en el planeta Mercuri de 143 km de diàmetre. Porta el nom del poeta ucraïnès Taràs Xevtxenko (1814-1861), i el seu nom va ser aprovat per la Unió Astronòmica Internacional el 1976.
|                                  |
| Posició de Shevchenko en Mercuri |